# Edmund Collein

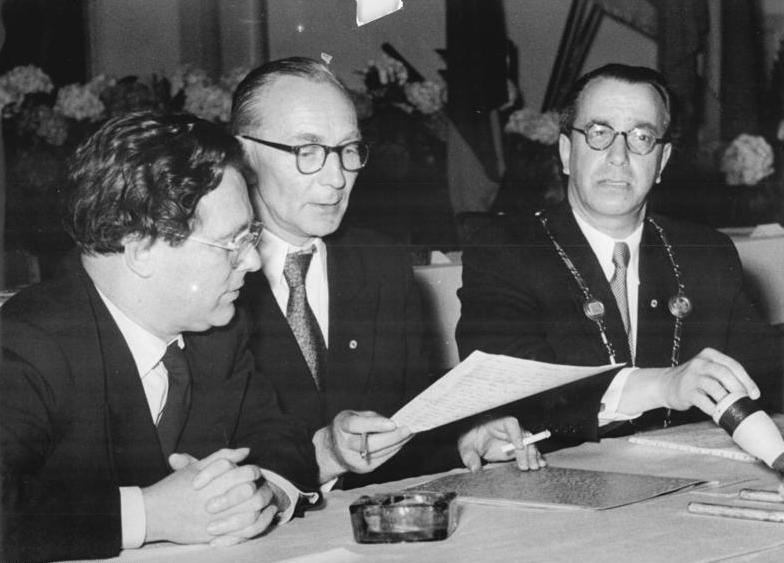
Edmund Collein als Vizepräsident der Deutschen Bauakademie (DBA) (Mitte) zusammen mit Kurt Liebknecht (rechts), dem Präsidenten der Akademie und Hermann Henselmann, dem Chefarchitekten in Ost-Berlin (links) im Mai 1954 bei der zweiten öffentlichen Vollversammlung der DBA

Edmund Collein (* 10. Januar 1906 in Kreuznach; † 21. Januar 1992 in Berlin) war ein deutscher Architekt und Architekturfunktionär in der DDR.

## Leben
Collein wurde als Sohn des Pflastermeisters und Bauunternehmers Franz seiner Ehefrau Anna Collein, geborene Pinscheck, geboren. 1925 legte er sein Abitur ab. Danach studierte er fünf Semester an der Technischen Hochschule Darmstadt und anschließend fünf Semester am Bauhaus Dessau. 1930 schloss er seine Ausbildung mit dem Bauhausdiplom in Architektur ab. Im selben Jahr arbeitete er kurzzeitig als Architekt im tschechischen Mährisch-Ostrau und dann bis 1938 ununterbrochen im Architekturbüro Walter Sobotka in Wien. Nach dem „Anschluss“ Österreichs und der Emigration seines Arbeitgebers betätigte er sich als Architekt in München und in Berlin im Büro von Godehard Schwethelm. Am Zweiten Weltkrieg nahm er 1940–1942 als Soldat im Baubataillon 18, Crossen teil. Ab 1942 arbeitete er erneut für Godehard Schwethelm in Berlin, später in Duderstadt. Im August 1945 wurde er aus sowjetischer Kriegsgefangenschaft entlassen.
1945 bis 1950/51 war er stellv. Leiter des Stadtplanungsamtes Friedrichshain, später Leiter des Hochbauamtes I und III im Hauptamt für Hochbau und zuletzt Leiter des Stadtplanungsamtes des Magistrats von Berlin. 1945 war er in die KPD eingetreten und ab 1946 Mitglied der SED. 1950 nahm er an der Delegationsreise in die Sowjetunion teil und formulierte die „16 Grundsätze des Städtebaus“ mit, die für den Wiederaufbau der deutschen Städte im Sinne des stalinistischen Klassizismus verbindliches Leitbild wurden.
1951 wurde Collein zum Vizepräsident der Deutschen Bauakademie und Professor für Städtebau ernannt. 1955 bis 1958 war er Vorsitzender des Beirates für Bauwesen des Ministerrates der DDR. Ab 1958 leitete er das Institut für Gebiets-, Stadt- und Dorfplanung der Bauakademie und projektierte gemeinsam mit Josef Kaiser und Werner Dutschke den zweiten Bauabschnitt der Berliner Stalinallee zwischen Strausberger Platz und Alexanderplatz. 1963 bis 1971 war er Vorsitzender des Wissenschaftlichen Rates, 1966 bis 1975 Präsident des Bundes Deutscher Architekten in der DDR, der sich 1971 in Bund der Architekten der DDR umbenannte, und ab 1978 dessen Ehrenmitglied. 1970 wurde er mit der erstmals vergebenen Schinkel-Medaille in Gold geehrt.
Von 1954 bis 1963 war Collein Kandidat des Zentralkomitees der SED.

## Privates
Collein heiratete 1931 die Bauhausstudentin Lotte Gerson. Die beiden hatten eine Tochter.

## Texte von Collein
- »Der Aufbau der Stadtzentren in der Deutschen Demokratischen Republik«, in: Deutsche Architektur 4.1955, H. 12, S. 532.
- »Der Aufbau unserer Stadtzentren«, in: Deutsche Architektur 8.1959, H. 7, S. 360.
- »Die Amerikanisierung des Stadtbildes von Frankfurt am Main«, in: Deutsche Architektur 1.1952, H. 4, S. 150.
- »Über den sozialistischen Städtebau«, in: Deutsche Architektur 8.1959, H. 9, S. 495.